# Steven F. Hayward
Steven F. Hayward (* 16. Oktober 1958) ist ein US-amerikanischer konservativer Autor, Kommentator und Politikwissenschaftler.
Hayward erwarb einen Bachelor of Science am Lewis and Clark College und einen Ph.D. in Amerikanistik sowie einen Master of Arts an der Claremont Graduate School. Er arbeitete am Claremont Institute von 1984 bis 1987 und war 1985 bis 1986 Richard M. Weaver Fellow am Intercollegiate Studies Institute. 1987 bis 1991 leitete er das Golden State Center for Policy Studies.
1987 erhielt er für seine politischen Kommentare den Feliz Morley Memorial Prize.
1990 bis 2001 kommentierte Hayward beim Reason Magazine. Er arbeitete beim Verkehrsbeirat der Regierung Kaliforniens 1996 bis 2001 und hatte mehrere Lehraufträge beim American Enterprise Institute (AEI). Er arbeitete nach 1992 als Senior Fellow bei der Denkfabrik Pacific Research Institute. Von 2002 bis 2012 war er Friedrich Weyerhäuser Fellow beim AEI.
Artikel von Hayward erschienen in The Weekly Standard, National Review, The New York Times, The Wall Street Journal, Policy Review, The Chicago Tribune, Los Angeles Daily News und einer Reihe weiterer überregionaler Zeitungen und Zeitschriften.
Hayward hat unter anderem in dem Film An Inconvenient Truth … Or Convenient Fiction? Al Gores Aussagen in An Inconvenient Truth teilweise bestätigt wie andere als übertriebene Untergangsprophezeiungen kritisiert. Ähnlich hat er bei zwei Anhörungen des Energie- und Handelsausschusses des US-Repräsentantenhauses eine „klimaskeptische“ Position vertreten.
Er ist Autor einer zweibändigen Biographie über Ronald Reagan und weiterer Bücher zu politikwissenschaftlichen Themen und gilt als wichtiger Vertreter konservativer und libertärer Strömungen in der US-Politik.

## Privatleben
Hayward ist mit der Juraprofessorin Allison Hayward verheiratet.